# Livendula aminias
Espèce
Livendula aminias est une espèce d'insectes lépidoptères (papillons) appartenant à la famille des Riodinidae et au genre Livendula.

## Taxonomie
Livendula aminias a été décrit par William Chapman Hewitson en 1863

### Sous-espèces
- Livendula aminias aminias
- Livendula aminias  wia (Brévignon & Gallard, 1992); présent en Guyane, qui dans certaines classifications est une espèce Adelotypa wia[1].

## Écologie et distribution
Livendula aminias est présent en Guyane, au Venezuela et au Brésil.

### Biotope
Il réside en Amazonie.